# اریک هولمگرن
اریک هولمگرن (فنلاندی: Erik Holmgren؛ زادهٔ ۱۷ دسامبر ۱۹۶۴) بازیکن فوتبال اهل فنلاند بود.
از باشگاه‌هایی که در آن بازی کرده‌است می‌توان به باشگاه فوتبال هلسینکی اشاره کرد.
وی همچنین در تیم ملی فوتبال فنلاند بازی کرده‌است.